# 南恩克鲁济利亚达
南恩克鲁济利亚达是巴西南大河州的一个市镇。总面积3438.503平方公里，总人口24108人，人口密度7人/平方公里。